# Аксу (река, впадает в Средиземное море)
Аксу́ (тур. Aksu), в древности Ке́строс (греч. Κεστρoς) — река на юго-западе Турции, в провинции Анталья. Берёт начало в горах Тавр. Аксу протекает между рекой Дюден (тур. Düden Çayı) к западу и рекой Кёпрючай (тур. Köprüçay) к востоку. Название Аксу означает в переводе с турецкого «белая вода» (ak — белый, su — вода).

## Фауна
Исследование, проведенное в 2005 году, обнаружило 17 различных видов олигохе́тов в различных частях Аксу и его притоков: Aulodrilus pluriseta, Aulodrilus pigueti, Potamothrix hammoniensis, Psammoryctides albicola, Tubifex tubifex, Limnodrilus ukedemianus, Chaetogaster diaphanus, Nais pardalis, Nais variabilis, Nais communis, Nais bretscheri, Dero digitata, Aulophorus furcatus, Pristinella osborni, Pristinella jenkinae, Stylaria lacustris.

## Античное время
Помпоний Мела говорит о реке как о судоходной вплоть до города Перга, расположенном в 60 стадиях от устья, по словам Страбона.

## Современность
Ширина Аксу — 100 м в устье реки, глубина — 3 м в пределах полосы наносов в устье, при этом река настолько мелководна в дельте, что несудоходна для лодок с осадкой более 30 см. Морской прибой, встречаясь с течением реки, даёт сильную волну.
В верховьях реки находится озеро Ковада, а ниже его — водохранилище Караджаорен (Karacaören Dam).
В устье реки, что в городском районе Аксу (Анталья), находится отель Mardan Palace.